# Суйковский, Антони
Антони Суйковский (пол.  Antoni Sujkowski; 21 мая 1867, Закрочим, Царство Польское — 12 декабря 1941, Варшава) — польский учёный-географ, государственный и политический деятель.

## Биография
Выпускник физико-математического факультета киевского университета.
Во время первого польского восстания в Силезии в 1919 году, входил в состав комитета помощи восставшим в Верхней Силезии.
В качестве эксперта по вопросам географии и этнографии участвовал в составе польской делегации в работе Парижской мирной конференции 1919 года.
С июля 1926 по начало октября 1926 г. — был министром религиозных конфессий и общественного просвещения в правительстве Казимира Бартеля.
В 1929—1931 — ректор Высшей школы экономики в Варшаве. Президент Польского географического общества (с 1932).
Умер в Варшаве. Похоронен на кладбище Старые Повонзки.
Сын — Богуслав, писатель.

## Научная деятельность
Специалист в области экономической географии.
В 1918 году издал свой главный труд «География земель древней Польши» («Geografia ziem dawnej Polski»), с описанием всех земель Польши, входивших в её состав на протяжении многих веков.

## Избранные труды
- Географический очерк земель Средней Европы (Rys geograficzny ziem Europy Środkowej, 1906),
- Независимая Польша (Polska niepodległa, 1926)